# Пікрофармаколіт
Пікрофармаколі́т (англ. picropharmacolite; нім. Pikropharmakolith m) — мінерал, водний арсенат кальцію і магнію.
Хімічна формула: Ca4MgH2[AsO4]4•11H2O. Склад у %: CaO — 28,1; MgO — 4,0; As2O5 — 46,2; H2O — 21,7.
Сингонія моноклінна. Утворює дрібні розетки, сфероліти, листуваті кристали, кулясті гроновидні агрегати. Спайність досконала. Густина 2,58. М'який. Колір білий. Перламутровий полиск.
Зустрічається в зоні окиснення арсенових родовищ у Саксонії (Німеччина) та в доломітових родовищах Джоплін (штат Міссурі, США).
Від пікро… та назви мінералу фармаколіту (Fr. Stromeyer, 1819).